# Balthazar Getty
Pour les articles homonymes, voir Getty.
Balthazar Getty est un acteur américain, né le 22 janvier 1975 à Los Angeles, dans le quartier de Tarzana.
Au cinéma, il a tenu le rôle principal du film L'Île oubliée.
Il a participé aux films Young Guns 2, Tueurs nés, Judge Dredd, Professeur Holland, Lost Highway, Lame de fond, Le Centre du monde, Piège de feu, Feast, The Tripper, Le Juge, #Horror et Megalopolis.
Il tient des rôles importants dans les séries Alias dans le rôle de Thomas Grace et Brothers & Sisters dans le rôle de Tommy Walker. Puis il tient un rôle récurrent dans la saison 6 de Charmed ou il joue le rôle du sorcier Richard Montana. En 2017 il retrouve David Lynch pour la saison 3 de Twin Peaks, jouant le rôle de Red. 

## Biographie
Paul Balthazar Getty est né à Tarzana, Los Angeles, et a grandi à San Francisco avant d'être éduqué en Écosse à Gordonstoun. Il est un membre de la famille Getty (en), fils de John Paul Getty III, petit fils de John Paul Getty Jr. et arrière-petit fils de J. Paul Getty. Ce dernier est fondateur de la compagnie de pétrole Getty Oil (et disparu en 1976) et du J. Paul Getty Trust, et était à une époque l'un des hommes les plus riches du monde. Sa mère, Gisela (née Schmidt), est une photographe professionnelle et réalisatrice de documentaires d'origine allemande. Ses parents ont divorcé en 1993. Sa demi-sœur Anna (née en 1972), fille de sa mère, fut adoptée par son père. Il a également une sœur,. En 2000, Getty a épousé la créatrice de mode Rosetta Millington. Ils ont trois filles: Grace, Violet et June Catherine, et un fils, Cassius Paul.

### Vie privée
Il a eu une liaison très médiatisée avec l'actrice anglaise Sienna Miller de juillet 2008 à mai 2009,,, mais s'est réconcilié plus tard avec sa femme.
Il est membre du conseil d'administration de The Lunchbox Fund (en), une organisation à but non lucratif qui fournit des repas quotidiens aux élèves des écoles du canton de Soweto, en Afrique du Sud. Le conseil d'administration comprend Joaquin Phoenix et Rain Phoenix, l'organisation est fondée par la modèle sud-africain Topaz Page-Green (en).
En mars 2020, il a mis son complexe moderne d'Hollywood Hills sur le marché pour 9,25 millions de dollars.

## Filmographie

### Cinéma
- 1990 : 
  - L'Île oubliée (Lord of the Flies) de Harry Hook (apres William Golding Sa Majesté des mouches) : Ralph
  - Young Guns 2 de Geoff Murphy: Tom O'Folliard
- 1991 : 
  - My Heroes Have Always Been Cowboys (en) (Joel Don Humphreys) de Stuart Rosenberg : Jud, Jolie's Son
  - The Pope Must Die (en) de  Peter Richardson & Pete Richens : Joe Don Dante
  - December de Gabe Torres : Allister Gibbs
- 1992 : 
  - Halfway House de Paul D. Robinson
  - Break Out (Where the Day Takes You) de Marc Rocco : Little J
- 1993 : Red Hot (en) de Paul Haggis, Michael Maurer : Alexi
- 1994 : 
  - Dead Beat de Janice Shapiro, Adam Dubov[8]: Rudy
  - Tueurs nés (Natural Born Killers) de Quentin Tarantino (histoire), scénario : David Veloz, Richard Rutowski, Oliver Stone[9]: Gas Station Attendant
  - Don't Do It de Gene Hess[10]: Jake
- 1995 : 
  - Cityscrapes: Los Angeles de Robert Montalbano, Michael Becker, Carlos Aragon[11]: Leader
  - Toughguy de Megan Heath, James Merendino[12]: Chad's Friend
  - Judge Dredd de Danny Cannon (réalisation), scénario : John Wagner, Carlos Ezquerra, Michael De Luca, William Wisher Jr., Steven E. de Souza[13]: Olmeyer
  - Professeur Holland (Mr. Holland's Opus) de Patrick Sheane Duncan[14]: Slacker
- 1996 : Lame de fond (White Squall) de Ridley Scott, scénario : Todd Robinson[15] : Tod Johnstone
- 1997 : 
  - Lost Highway de David Lynch scénario : David Lynch, Barry Gifford[16]: Peter Raymond Dayton
  - Habitat (en) de Rene Daalder (Getty un vedette de)[17]: Andreas Symes
  - Big City Blues (en) de Clive Fleury[18]: Walter
- 1998 : Fait Accompli (Voodoo Dawn) de David Baer, Johnny McMahon (Getty un vedette de)[19]: A.J. Merchant
- 1999 : Out in Fifty de Bojesse Christopher et Scott Anthony Leet[20] : Lefty
- 2000 : 
  - Shadow Hours de Isaac H. Eaton (Getty un vedette de)[21]: Michael Holloway
  - Four Dogs Playing Poker de Shawn David Thompson, William Quist (Getty un vedette de)[22]: Julian
- 2001 : 
  - Sol Goode de Danny Comden (Getty un vedette de)[23]: Sol Goode
  - MacArthur Park, scénario : Tyrone Atkins, Aaron Courseault, Billy Wirth[24], Sheri Sussman, caractères originaux: Tyrone Atkins[25]:Steve
  - Le Centre du monde (The Center of the World) scénario : Wayne Wang, Miranda July, Paul Auster (Getty un vedette de)[26]: Brian Pivano
- 2002 : 
  - Hard Cash de Willie Dreyfus[27]: Eddie
  - Les Voyous de Brooklyn (Deuces Wild) de Scott Kalvert; scénario : Paul Kimatian, Christopher Gambale[28]: Jimmy Pockets
- 2004 : Piège de feu (Ladder 49), de Jay Russell, scénario : Lewis Colick[29]: Ray Gauquin
- 2005 : 
  - Slingshot (en) : scénario : Jay Alaimo (et réalisation), Matt Fiorello, Matthew Quinn Martin, (Getty un vedette de)[30]: Taylor
  - Feast : réalisation : John Gulager, scénario : Patrick Melton, Marcus Dunstan[31]: Bozo
- 2006 : The Tripper scénario : David Arquette (et réalisation), Joe Harris[32] : Jimmy
- 2013 : Big Sur réalisation & scénario : Michael Polish, basé sur l'histoire de Jack Kerouac[33]: Michael McClure
- 2014 : Le Juge, scénario : David Dobkin (et réalisation), Nick Schenk, Bill Dubuque[34]: adjoint Henson / député Henson
- 2015 : #Horror de Tara Subkoff[35] : Harry Cox
- 2024 : Megalopolis de Francis Ford Coppola : Aram Kazanjian

### Télévision
- 2001 - 2002 : Pasadena : Nate Greeley
- 2002 : Corsairs
- 2004 : 
  - Traffic (mini-série) : Ben Edmonds
  - Charmed (série télévisée) : Richard Montana
- 2005 : 
  - Ghost Whisperer (série télévisée) : Michael Adams (saison 1, épisode 1)
  - Pasadena (série télévisée) : Nate Greeley
  - Into the West (feuilleton TV) : David Wheeler
- 2006 : 
  - Dirtbags : Scotty
  - Alias (série télévisée) : Thomas Grace
- 2006 - 2011 : Brothers & Sisters (série télévisée) : Tommy Walker
- 2009 : Médium (série télévisée) : Christopher Dennis Sipes (saison 5, épisode 17)
- 2010 : Hawaii 5-0 (saison 1, épisode 4) : Walton Dawkins
- 2017 : Twin Peaks (saison 3) : Red